# Alveslohe
Alveslohe là một đô thị ở huyện Segeberg, bang Schleswig-Holstein, Đức. Đô thị Alveslohe có diện tích 21,56 km², dân số thời điểm ngày 31 tháng 12 năm 2006 là 2555 người.